# Ми-36
Ми-36 — советский лёгкий многоцелевой вертолёт, впервые спроектированный в начале 1980-х годов. Его предполагаемые функции включали огневую поддержку, связь, транспортировку грузов, поисково-спасательные операции, медицинскую эвакуацию и воздушное наблюдение. Вертолёт планировалось оснастить сдвоенными турбовальными двигателями ТВ-О-100, двухлопастным несущим винтом и четырёхлопастным рулевым винтом.

## Проектирование и разработка
В начале 1980-х годов разработка турбины ТВ-О-100 позволила советским конструкторам создать первую лёгкую силовую установку, подходящую для небольших высокопроизводительных вертолётов. Это стало основой для разработки нового класса лёгких боевых вертолётов, дополнительно к существующим более крупным транспортным, штурмовым и противотанковым моделям.
Функции вертолёта включали атаку, поддержку пехоты на ближних дистанциях, транспортировку войск (до четырёх солдат), эвакуацию с использованием четырёх носилок, поисково-спасательные операции, связь, перевозку лёгких грузов, разведку и корректировку артиллерийского огня. Также предполагалась возможность выполнения функций разведчика и корректировщика, а также обеспечения идентификации цели для новых ударных вертолётов (таких как Ми-28 и Ка-50). Вертолёт проектировался для выполнения задач в дневных, ночных и всепогодных условиях.
Опыт эксплуатации Ми-24 в Афганистане продемонстрировал уязвимость вертолётов перед засадами пехоты, огнём из РПГ и ПЗРК. Для противодействия этим угрозам новый разведывательный вертолёт проектировался с возможностью нанесения ответного удара на 360 градусов при помощи двух орудийных башен с пулемётами калибра 7,62 мм. Предполагалось, что в качестве вооружения будет использоваться ГШГ-7,62 — пулемёт, разработанный для оборонительных целей и устанавливаемый на десантно-транспортный вертолёт Ка-29ТБ.
Также предусматривалась возможность установки крыльев-заглушек для размещения бомб, пороховых зарядов, ракет и до восьми противотанковых ракет (например, 9К114 «Штурм») в новой четырёхзарядной пусковой установке, разрабатываемой для Ми-8, или на специальных крыльях-заглушках со сдвоенными пусковыми установками.
Планировалась и гражданская версия вертолёта, способная перевозить до десяти человек или одну тонну груза с возможностью патрулирования и спасательных операций.
Первоначально планировалось, что вертолёт будет иметь взлётный вес 2500 кг, однако обеспечение требуемого сочетания характеристик привело к увеличению веса до 3400 кг. В то же время конструкторское бюро «Камов» разработала более специализированную платформу весом 2200 кг — Ка-60, которая также была одобрена, но не дошла до стадии производства. Наработки по проекту Ми-36 были частично использованы для разработки Ми-40, предложенного вскоре после завершения работы над Ми-36.